# Stor-Gåstjärnen (Lockne socken, Jämtland)
Stor-Gåstjärnen är en sjö i Östersunds kommun i Jämtland och ingår i Ljungans huvudavrinningsområde.